# 孝穆赵皇后
孝穆皇后（?—?），趙姓，名不詳，是东汉河间孝王刘开的夫人。惠王刘政、蠡吾侯刘翼、解渎亭侯刘淑、安平王刘德的母亲。刘翼是汉桓帝的父亲，刘淑是汉灵帝的祖父，汉桓帝即位后，刘开被追尊为孝穆皇，赵氏被追尊为孝穆皇后，庙稱清庙，陵稱乐成陵。